# 熊仔
熊信寬（1990年9月12日—），藝名熊仔（Kumachan），是臺灣饒舌創作歌手。2022年獲得第33屆金曲獎最佳作詞人獎，2023年獲得第34屆金曲獎最佳華語專輯獎  。

## 早年生活
熊信寬1990年出生於臺北市。他的父母都是臺灣大學教授。祖父熊智銳來自河南省，曾任小學校長，並於1959年寫下知名兒歌及童詩〈大頭大頭，下雨不愁〉。2019年寫下全台灣最高齡取得博士學位的紀錄。熊智銳5個孩子皆獲得博士學位，其妻子王廷蘭曾獲得「台灣生最多博士的媽媽」頭銜，熊智銳也是家族中第11位博士。
熊信寬國中就讀臺北市立金華國民中學、臺北市立龍門國民中學、臺北市私立復興實驗高級中學。曾博恩是他復興實中的同學。他後來先後就讀於臺北市立建國高級中學、國立臺灣大學電機工程學系、國立臺灣大學電信工程學研究所，其研究所指導教授為李琳山。就讀國立臺灣大學期間，他加入台灣大學嘻哈文化研究社。曾是台大嘻研社的社長，結識大支。2015年6月13日，於電機學群畢業典禮上以饒舌致詞而引起全校轟動。2016年，他於國立臺灣大學校慶時，發表作品〈112〉，以該校IP位址為題，並表示將該作品獻予該校。

## 演藝生涯
2014年熊仔加入大支創辦的「人人有功練音樂工作室」，於2015年發行首張專輯《無限》。他為製作專輯休學半年。《無限》獲得第6屆金音創作獎5項提名，並奪得最佳嘻哈專輯、最佳嘻哈單曲、最佳新人等三項大獎。第27屆金曲獎提名最佳國語專輯獎與最佳新人獎。第29屆金曲獎入圍最佳單曲製作人獎。2022年獲得第33屆金曲獎最佳作詞人獎。

### 豹子膽
熊仔創造出虛構角色「BOWZ 豹子膽」，賦予他一個對於社會現狀不滿、又不得志的地下饒舌歌手身分。其現身方式以影音平台YouTube頻道和社群網站為主。2018年5月3日，豹子膽首度亮相，發布歌曲〈給愛麗絲〉。後續發行之歌曲有《禁愛令》、《走紅毯》、《假朋友真兄弟》、《大頭大頭》、《夢中夢》、《卡提諾》、《失真》和《...夢中夢中夢中夢中...》。
BOWZ 豹子膽是個代表熊仔的另一個身分，熊仔和他的團隊會利用Instagram在每週不定時間發佈貼文，讓觀眾與其互動、留言，並讓這個角色的支線劇情和主線劇情能夠順利發展。在到達一定的劇情發展後，這個角色會在YouTube頻道上發佈歌曲，最後集結成一張專輯，收錄在熊仔／BOWZ 豹子膽的《夢想成真》專輯。
於2019年1月7日，在Facebook粉絲專頁及Instagram以經紀人角度發佈貼文，宣佈於2019年1月6日發現BOWZ的遺體在車禍現場，詳細狀況仍待調查。將會將該兩個社群媒體的帳號轉換為紀念性帳號。

### 能火
2019年7月16日，與索尼音樂共同成立品牌「能火」，並出任創意總監，除《夢想成真》及「豹子膽」的發行外，也希望藉由新品牌，探索更多合作與跨界的可能性。

### 主持
2021年於選秀節目《大嘻哈時代》擔任導師，自6月12日起正式播出。當中最備受觀眾矚目，除了看精銳盡出的台灣饒舌歌手們以作品在舞台上廝殺，還有四位導師大支、Leo王、熊仔 和剃刀蔣共同端出的火燙Cypher〈憑什麼〉。

### 綜藝節目
- 2022年7月10日 公視《36題愛上你第三季》

### 演唱會嘉賓
- 2023年3月18日  草蜢台北場小巨蛋演唱會

## 軼事
- 2016年6月，在金曲獎典禮上，被張清芳以「那個胖子」稱呼，廣為流傳，成為新作《那個胖子》創作靈感。張清芳事後解釋，她不認識熊仔，心想，綽號既為「熊仔」，應該身形如小熊一般渾圓可愛，故稱「那個胖子」[17][18]。

- 2018年8月，創作歌手謝和弦疑似躁鬱症復發在他的臉書留下「你要自己剃光頭，還是我幫你剃，再裝嘛！」等字句引發各網友的撻伐，熊仔則在10日寫了一首歌回應謝和弦[19]。

## 音樂作品

### 錄音室專輯
| 專輯名稱 | 發行公司     | 發行日期      | 專輯曲目 |
| -------- | ------------ | ------------- | --- |
| ∞無限    | 亞神音樂     | 2015年7月8日  | 1. 0 → Φ → ∞ - Intro 2. 你我可以 (Yes,We Can) 3. 0．無名火 (0．Fury) 4. NeoN 5. 小雨 (Timely Rain) 6. Φ．兇宅 (Φ．Nerd With Attitude) 7. 十字路口 (Crossroad) 8. 解碼 (Decode) 9. ∞．RIP撕裂 (∞．R.I.P) 10. 遺書 (Suicide Note) 11. 歸零 (Reset) 12. 信 (A Letter) 13. 再連絡 (Keep in Touch) - Bonus Track                                                                                                 |
| 夢想成真 | 索尼音樂娛樂 | 2019年4月17日 | 1. Intro(夢想成真） 2. 給愛麗絲 3. 禁愛令 4. 走紅毯 5. 假朋友真兄弟 6. 大頭大頭 7. 夢中夢 (feat. 宋念宇) 8. 卡提諾 9. 失真 10. ...夢中夢中夢中夢中... (Feat.蛋堡/大支/LEO王/吕士軒/吳卓源/ØZI/老莫/韓森/李權哲) 11. 夢 12. 想 13. 成 14. 真 |
| PRO      | 索尼音樂娛樂 | 2022年5月6日  | 1. 自信 Confidence (feat. Mark Pelli & Rohan Mills) 2. 星座學家 Dear Astrologist (feat. 9m88) 3. Jesse’s Skit 4. 哪個胖子 What Fat Dude 5. 啞巴吃黃蓮 Censored Suffocation 6. Brian’s skit 7. 風頭上 Waveriders (feat. PiNkChAiN) 8. 哥 BRO (feat. POPO J/王ADEN) 9. 流動numbflow interlude 10. Tayou’s Skit 11. 能火 Zenfire 12. 才子 Talented 13. Mom’s skit 14. 鬧鈴與愛歌 Favorite Alarm (feat. 韋禮安) |

### 單曲
- 2011年 《我可能不會饒舌》- 韓森、威威、Duzs
- 2013年 《我不可能會饒舌》- Ziggy、BR、賴慈泓、TroutFresh、好球先生、熊仔、RPG、大支
- 2014年 《就diss取材》
- 2015年 《街頭癡人》收錄於人人合輯《八卦掌》
- 2016年 《Riyoko(好友已滿)》收錄於人人合輯《太極拳》
- 2016年 《那個胖子》
- 2016年  臺大創校88年校慶《112》
- 2016年 《睡觉》- LEO王 feat. 熊仔
- 2017年 《Hide & Seek》- 李權哲 Jerry Li feat. 熊仔 Poetek
- 2017年 《MACHI DIDI 2.0 (大人物)》- 麻吉弟弟 feat. 熊仔
- 2017年 《走到飛 》- Trout Fresh、ØZI、Julia Wu、B.C.W、熊仔、Barry Chen、Dwagie
- 2017年 《BonBonBonBon》- 宇宙人 feat. 熊仔
- 2017年 《TMS2》- SOSS、LEO37、TROUT FRESH、DIZZY DIZZO、LEO王、熊仔、9m88
- 2017年 《買榜》- 熊仔×吳卓源×RGRY
- 2017年 《yydiss國王》 台灣吧 & Howhow feat. 熊仔
- 2017年 〈寂寞合成器〉收錄於人人合輯《乾坤大挪移》- 宇宙人 feat. 熊仔
- 2018年 《關你屁事啊》- 彭佳慧 feat. 熊仔
- 2018年 《看不見明天》- 張三李四 feat. 熊仔
- 2018年 《迷惘美》- 李優URIKO feat. 熊仔
- 2018年 《PEACE?》- 熊仔、BR、韓森、MC Hotdog、小人、大支
- 2018年 《一個人》- 陳零九 feat. 熊仔
- 2018年 《少了你生活》- 熊仔
- 2019年 《辣氣勢》- 熊仔 feat. 滴妹
- 2019年 《鬼混》- 陳零九 feat. 熊仔
- 2019年 《dejavu》- crispy脆樂團 feat. 熊仔
- 2019年 《波霸奶茶》- 陳瑾緗 feat. 熊仔
- 2019年 《向前走2019》- 熊仔
- 2020年 《如何製作完美的主打歌》- 屁孩 Ryan feat. 熊仔
- 2020年 《羞羞臉》- 熊仔
- 2021年 《88BARS》- 熊仔
- 2021年 〈憑什麼〉（選秀綜藝節目《大嘻哈時代》主題曲）- 熊仔、大支、Leo王
- 2021年 《隨便說說 Whatever》- Ray 黃霆睿 feat.熊仔
- 2021年 《CRIME RATE》- 周立銘MDD (麻吉弟弟) feat.熊仔
- 2021年 《讓身體跟得上你的野心》- 熊仔 feat. POPO J & YAPPY
- 2022年 《燒》 (feat.戴愛玲)
- 2022年 《幾比幾》 (feat.同理)
- 2022年  ROBOT SWING、 LEO37、LINION、陳以恆、雷擎、老莫、熊仔、呂士軒、阿爆、黃宣、李權哲、STAR WU、謝明諺《TM5》
- 2023年 《流水帳》
- 2023年 《存活》
- 2023年 《ABC》-夜間限定（Gummy B、wannasleep） feat. 熊仔
- 2024年 《好戲》feat.陳亞蘭

## 獎項紀錄
| 年份   | 屆次                     | 專輯                          | 獎項               | 入圍               | 結果 |
| ------ | ------------------------ | ----------------------------- | ------------------ | ------------------ | ---- |
| 2015年 | 第6屆金音創作獎          | 《∞無限》                     | 最佳新人（團）獎   | 《∞無限》          | 獲獎 |
| 2015年 | 第6屆金音創作獎          | 《∞無限》                     | 最佳專輯獎         | 《∞無限》          | 提名 |
| 2015年 | 第6屆金音創作獎          | 《∞無限》                     | 最佳嘻哈專輯獎     | 《∞無限》          | 獲獎 |
| 2015年 | 第6屆金音創作獎          | 《∞無限》                     | 最佳嘻哈單曲獎     | 〈Φ．兇宅〉        | 獲獎 |
| 2015年 | 第6屆金音創作獎          | 《∞無限》                     | 最佳嘻哈單曲獎     | 〈再連絡〉         | 提名 |
| 2016年 | 第27屆金曲獎             | 《∞無限》                     | 最佳新人獎         | 《∞無限》          | 提名 |
| 2016年 | 第27屆金曲獎             | 《∞無限》                     | 最佳國語專輯獎     | 《∞無限》          | 提名 |
| 2018年 | 第29屆金曲獎             | 《龍虎門》                    | 最佳單曲製作人獎   | 〈買榜〉           | 提名 |
| 2019年 | 第10屆金音創作獎         | 《夢想成真》                  | 最佳嘻哈專輯獎     | 《夢想成真》       | 獲獎 |
| 2019年 | 第10屆金音創作獎         | 《夢想成真》                  | 最佳嘻哈單曲獎     | 〈禁愛令〉         | 提名 |
| 2019年 | 第14屆KKBOX風雲榜        | 不適用                        | 年度創作精神獎     | 熊仔               | 獲獎 |
| 2020年 | 第23屆中華音樂人交流協會 | 《夢想成真》                  | 年度十大專輯       | 《夢想成真》       | 獲獎 |
| 2021年 | 第12屆金音創作獎         | 《88BARS》                    | 最佳嘻哈歌曲獎     | 〈88BARS〉         | 獲獎 |
| 2022年 | 第33屆金曲獎             | 《88BARS》                    | 最佳作詞人獎       | 〈88BARS〉         | 獲獎 |
| 2022年 | 第13屆金音創作獎         | 《PRO》                       | 最佳專輯獎         | 《PRO》            | 提名 |
| 2022年 | 第13屆金音創作獎         | 《PRO》                       | 最佳創作歌手獎     | 《PRO》            | 提名 |
| 2022年 | 第13屆金音創作獎         | 《PRO》                       | 最佳嘻哈專輯獎     | 《PRO》            | 獲獎 |
| 2022年 | 第13屆金音創作獎         | 《PRO》                       | 最佳嘻哈歌曲獎     | 〈能火〉           | 獲獎 |
| 2022年 | 第13屆金音創作獎         | 《PRO》                       | 最佳另類流行歌曲獎 | 〈星座學家〉       | 提名 |
| 2023年 | 第8屆薰衣草音樂獎        | 《PRO》                       | 最佳演唱組合歌曲獎 | 〈星座學家〉       | 提名 |
| 2023年 | 第8屆薰衣草音樂獎        | 《PRO》                       | 十大年度歌曲獎     | 〈能火〉           | 獲獎 |
| 2023年 | 第8屆薰衣草音樂獎        | 《PRO》                       | 十大年度專輯獎     | 《PRO》            | 獲獎 |
| 2023年 | 第8屆薰衣草音樂獎        | 《PRO》                       | 最佳男歌手獎       | 《PRO》            | 提名 |
| 2023年 | 2023 HITO流行音樂獎      | 《PRO》                       | HITO最具爆發力歌手 | 《PRO》            | 獲獎 |
| 2023年 | 第16屆 Freshmusic Awards | 《PRO》                       | 最佳男演唱人       | 《PRO》            | 獲獎 |
| 2023年 | 第16屆 Freshmusic Awards | 《PRO》                       | 年度十大專輯       | 《PRO》            | 獲獎 |
| 2023年 | 第16屆 Freshmusic Awards | 《PRO》                       | 年度十大單曲       | 〈鬧鈴與愛歌〉     | 獲獎 |
| 2023年 | 第34屆金曲獎             | 《PRO》                       | 年度專輯獎         | 《PRO》            | 提名 |
| 2023年 | 第34屆金曲獎             | 《PRO》                       | 最佳華語專輯獎     | 《PRO》            | 獲獎 |
| 2023年 | 第34屆金曲獎             | 《PRO》                       | 最佳華語男歌手獎   | 《PRO》            | 提名 |
| 2023年 | 第14屆金音創作獎         | 《流水帳》                    | 最佳嘻哈歌曲獎     | 〈流水帳〉         | 提名 |
| 2024年 | 第35屆金曲獎             | 熊仔 feat. SOWUT & BR〈存活〉 | 最佳單曲製作人獎   | 熊仔、rgry〈存活〉 | 提名 |

## 活動經歷

### 演講
| 日期          | 主題                                | 主辦單位     |
| ------------- | ----------------------------------- | ------------ |
| 2015年6月13日 | 台大電機學群畢業代表 Rap style 致詞 | 國立台灣大學 |
| 2018年3月1日  | 華語饒舌的精神                      | TED          |

## 外部連結
- 熊仔的Facebook專頁
- 熊仔的Instagram帳戶
- YouTube上的熊仔頻道
- 熊仔soundcloud （页面存档备份，存于）